# Вилибалд фон Лангерман унд Ерленкамп
Вилибалд фон Лангерман унд Ерленкамп (на немски: Willibald von Langermann und Erlenkamp) е немски офицер, служил по време на Първата и Втората световна война.

## Биография

#### Ранен живот и Първа световна война (1914 – 1918)
Роден е на 29 март 1890 г. в Карлсруе, Германия. През 1910 г. е назначен в 5-и драгунски полк.

##### Междувоенен период
На 15 октомври 1935 г. получава командването на 4-ти кавалерийски полк. През 1938 г. е издигнат в чин Висш кавалерийски офицер I степен и на 10 ноември става инспектор на кавалерийските и транспортните формации (Inspekteur des Reit- und Kraftfahrzeugwesens).

#### Втора световна война (1939 – 1945)
В края на 1939 г. е назначен за командир на 410-и специален административен дивизионен щаб.
3 дни преди нападението над Франция получава командването на елитната 29-а пехотна дивизия (мот.) – изненадващо назначение, като се има предвид заеманите дотогава постове и това, че е издигнат в чин генерал-майор преди по-малко от 3 месеца. Въпреки това по време на завоюването на Белгия и Франция се доказва като умел командир на мобилни формирования. Като награда получава командването на 4-та танкова дивизия.

#### Последни повишения и смърт
На 8 януари 1942 г. е назначен за командир на 24-ти танков корпус, на Източния фронт. Седмица по-късно е издигнат в чин генерал-лейтенант, а на 1 юни 1942 г. в чин генерал от танковите войски.
Лангерман е убит на 3 октомври 1942 г. по време на бойни действия, част от битката при Сталинград.

## Военна декорация
| - Германски орден „Железен кръст“ (1914) – II (?) и I степен (?) - Германски орден „Кръст на честта“ (?) - Судетски медал (?) - Германска „Танкова значка“ (?) | - Рицарски кръст с дъбови листа - Носител на Рицарски кръст (15 август 1940) - Носител на Дъбови листа № 75 (17 февруари 1942) - Упоменат в ежедневния доклад на Вермахтберихт (5 октомври 1943) |